# メレスアンク3世
メレスアンク3世（Meresankh III）は、ヘテプヘレス2世とカワブの娘で、エジプトのファラオであるクフの孫娘。 彼女はカフラーの妻だった。 

## 経歴
彼女の両親は兄弟姉妹婚だった。彼女はエジプト第4王朝のファラオであるカフラーと結婚し、4人の息子と、シェプセトカウという娘を産んだ。彼女は「王の娘」と「偉大なる王笏、王の妻」の称号を保持していた。